# Ludovica Torelli
Ludovica Torelli (Guastalla, 26 settembre 1500 – Milano, 28 ottobre 1569) è stata una nobildonna e filantropa italiana; fu contessa di Guastalla per nascita e contessa di Castelnuovo Bocca d'Adda per matrimonio.

## Biografia
Figlia di Achille Torelli, conte di Guastalla e di Veronica Pallavicino, figlia del marchese Pallavicino Pallavicini, alla morte del padre avvenuta il 30 novembre del 1522 nella Contea di Novellara, ereditò i beni e il titolo di contessa di Guastalla. Perduti prematuramente il marito Ludovico Stanga, conte di Castelnuovo Bocca d'Adda, e il figlio Achille, si risposò nel 1525 con Antonio II Martinengo di Padernello di Brescia. Il secondo marito era un uomo violento, che fu ucciso il 18 aprile 1528 dall'ex cognato, il conte della Somaglia, desideroso di vendicare la morte della sorella. Rimasta nuovamente vedova a ventinove anni, dovette difendersi dalla cupidigia dei parenti del secondo marito, che cercarono di assassinarla per recuperarne i beni.
Avvicinatasi alla religione, ebbe una particolare devozione per San Paolo ed iniziò a firmarsi "Paula alias Ludovica". Ebbe per confessore fra Battista da Crema, in odore di eresia, ospite dal 1529 nella sua casa di Guastalla, dove morì il 2 gennaio 1534; ebbe allora per guida spirituale Antonio Maria Zaccaria, seguace di fra Battista. Finanziò la costituzione a Milano, nel 1533, di un ricovero per ex-prostitute – ne seguirà un altro dieci anni dopo – e, nel 1534, di un monastero di Angeliche, religiose non vincolate dalla clausura, unitamente al collegio del nuovo ordine dei Barnabiti, diretto dallo Zaccaria insieme con Bartolomeo Ferrari e Giacomo Antonio Morigia, e del collegio laico dei Maritati di san Paolo.
Stabilitasi definitivamente a Milano, il 3 ottobre 1539 vendette la contea di Guastalla a Ferrante I Gonzaga per più di 22.200 scudi. Il 1º novembre 1557 fondò il Collegio della Guastalla, il cui scopo era quello di accogliere fanciulle di nobili origini, ma prive di mezzi e dar loro educazione e una dote. Il palazzo, solo in parte distrutto dai bombardamenti anglo-americani del 1943, e i suoi giardini sono ancora visitabili. Infatti i Giardini della Guastalla, che con il collegio furono espropriati dal comune di Milano nel 1936, sono fra i più vecchi della città. A seguito di questo esproprio il collegio si trasferì a Monza nella sua sede attuale di Villa Pallavicini-Barbò.
(C.G.Rosignoli, Vita e virtù della contessa di Guastalla Ludovica Torella, nominata poi Paola Maria, fondatrice dell'insigne monastero di S.Paolo e del regio collegio di Maria Vergine detto della Guastalla, 1686, Archivio storico del Collegio della Guastalla)

## I matrimoni e l'eredità del padre
Ludovica contrasse matrimonio, giovanissima nel 1516, con il Conte Ludovico Stanga, scelto per lei da Massimiliano Sforza. Ebbero un figlio, Achille, morto di febbre all'età di quattro anni. Nel 1522, alla morte di suo padre in battaglia a Luzzara, ereditò i beni ed il titolo, trovandosi solitaria alla guida della Contea che i parenti di Settimo in ogni modo e probabilmente con ragione le contestavano. Infatti il feudo sarebbe dovuto passare giuridicamente ex linea masculina ai parenti di Settimo. L'anno successivo morì la madre, ed il 26 settembre 1524 perse anche il marito. Decise di risposarsi con il conte Antonio II Martinengo di Padernello di Brescia, unione di cui presto si pentì. Il conte infatti era noto, non solo per gli innegabili meriti militari, ma anche per la violenza del carattere, senza parlare del grave delitto di cui si era macchiato uccidendo la sua prima moglie. L'unione durò appena tre anni, venendo il Conte Martinengo ucciso dall'ex cognato.

## Il tentativo di assassinio
Lei stessa riuscì a sventare un tentativo di assassinio ordito a suoi danni da alcuni parenti che intendevano impadronirsi dei suoi beni. Nuovi contrasti con i parenti la indussero ad andare a viaggiare sempre accompagnata da una scorta armata: più volte fu vista “marciare attorno spalleggiata da brava gente, che pareva una Capitana dei Soldati”. La contessa si pose sotto la guida del celebre domenicano Fra Battista Carioni da Crema, che ha svolto un ruolo fondamentale all'interno della Chiesa del cinquecento. Come espressione tangibile del suo intimo rinnovamento, Ludovica voleva deporre anche il suo nome, nome che le ricordava i suoi illustri antenati, per assumere quello di Paola, del gran convertito di Damasco

## Le opere di carità
Eccezionale fu il suo contributo nelle opere di carità, e nel grande impegno con il quale si sarebbe battuta per salvare giovani disagiate. Guida spirituale fu Antonio Maria Zaccaria, seguace di Fra Battista. Decise pertanto di recarsi a Milano per acquistare una casa presso Sant'Ambrogio. Nel 1530 vi si trasferì  frequentando l'Oratorio dell'Eterna Sapienza, dove incontrò altre persone disposte a condividere le sue stesse fatiche apostoliche. L'attenzione ai poveri, la cura agli infermi, l'istruzione dei fanciulli e degli adulti, richiedevano un numero sempre maggiore di aiuti, ed in breve la sua azione manifestò il bisogno di una struttura più ampia per accogliere quella compagnia che si era venuta formando. In quel periodo tuttavia, l'attività della Contessa la costrinse a continui spostamenti, non potendo abbandonare la gestione della Contea di Guastalla. Qui ottenne da Papa Clemente VII la facoltà di tenere presso di sé Don Zaccaria. Sotto la sua guida spirituale la Contessa Ludovica Paola iniziò a governare secondo un'intima religiosità che si traduceva in una serie di interventi volti alla moralizzazione della vita pubblica e privata, di cui ci resta il ricordo in numerose gride emanate tra il 1531 e 1539. Tornò poi a Milano dove acquistò ventiquattro casette nei pressi di S. Eufemia, e, nell'ottobre del 1534 vi si stabilì  definitivamente insieme a dodici ragazze dedite alle opere di carità. Qui iniziò a raccogliere molte giovani, femmine di malavita che cercò di salvare e rieducare. Nel febbraio successivo, sei di quelle dodici giovani ricevevano dalle mani dello Zaccaria l'abito religioso e prendevano il nome di "Angeliche". La Torelli continuava a vivere con loro, ma non ne vestiva l'abito.

## Il processo dell'inquisizione
La principale missione della nuova Congregazione era quella voluta dalla Contessa e non la clausura. Compiva notevoli atti di umiltà anche in pubblico, la qual cosa suscitava le ire dei parenti, che la citarono in giudizio. Si giunse ad un processo che prese avvio nell'ottobre del 1534 ma gli inquisitori non trovarono nulla di riprovevole nelle opere di Ludovica Paola, sottolinearono al contrario, uno straordinario fervore e amore di Dio, concludendo che le accuse mosse alla Contessa e alle sue compagne erano assolutamente false.

## Il rinnovo dello spirito e un ulteriore tentativo di omicidio
Nel 1537, insieme a Zaccaria dava inizio a quella nuova forma di attività che va sotto il nome di «Missioni», e che significava una più o meno prolungata dimora in qualche città per rinnovarne lo spirito. Vicenza, Verona, Venezia e Ferrara si giovarono di questo risveglio di vita religiosa, ma, avendo alcuni malevoli fatto sospettare alla Serenissima che Barnabiti e Angeliche fossero spie del Gonzaga, governatore di Milano ed amicissimo della Torelli, la costrinsero al bando dalle terre venete. A tutto ciò si aggiunsero nuovi e ripetuti intrighi ed assalti da parte dei parenti, i quali non si limitarono alle vie legali, ma tentarono alla vita stessa della Contessa. L'episodio che più di ogni altro addolorò Ludovica Paola fu quello del cugino, il Conte Paolo di Montechiarugolo, che fece ricorso al Papa, dal quale dipendeva il suo Feudo, ottenendo l'interdetto su Guastalla. Fu così che la Contessa decise di vendere il feudo, per potersi dedicare in via esclusiva all'azione apostolica e missionaria.

## La vendita del feudo
Il feudo venne venduto a Don Ferrante Gonzaga e la stessa Contessa volle poi formar certi capitoli per assicurare i suoi sudditi. L'affare si concluse il 3 ottobre 1539 per la somma di 22.280 scudi d'oro.  La Contessa riuscì quindi a dedicarsi completamente alla costruzione del monastero di San Paolo, dove visse senza prendere i voti fino al 1554, quando decise di lasciarlo per non accettare l'imposizione della professione religiosa. La Torelli rimase sempre in ottimi rapporti con le Angeliche, debitrici del grandioso monastero di San Paolo, della loro organizzazione interna, e di alcuni capitoli di regola, che lo stesso S. Carlo Borromeo trovò tanto sapienti da proporli, nel Concilio provinciale di Milano, come modello agli altri monasteri.

## Un nuovo istituto religioso
Cominciò subito a pensare di dar vita ad un nuovo istituto religioso, non per Suore ma come seminario. Trovò il luogo adatto al suo nuovo progetto presso la Chiesa di San Barnaba, tra Porta Romana e Porta Tosa. Qui acquistò un ampio terreno, ed iniziò subito ad edificare il complesso secondo l'idea benedettina che là dove le persone sono costrette a vivere in continuazione deve regnare sovrana la bellezza, per evitare che gli spiriti possano sentirsi mortificati dalla bruttezza degli ambienti. Furono predisposti appartamenti per le matrone che avrebbero dovuto educare le giovani, ambienti comuni spaziosi, un bellissimo giardino ricco di alberi da frutta, viali, fontane e peschiera. Il tutto recintato per assicurarne la riservatezza. Il Collegio fu completato da una Cappella dedicata alla Natività di Maria, e dedicato alla Madonna. “Quivi di bel nuovo non potendo tenere otioso il zelo della sua carità, ricominciò a dar vita a un Collegio di Verginelle, ricercando per la Città quelle fanciulle, che, ricche di leggiadria naturale, e povere di beni di fortuna, correvano rischio perdersi.”

## Il collegio della Guastalla
La costruzione venne ultimata il 1º novembre 1557: la nuova comunità composta da 13 Matrone che la Contessa scelse personalmente e da altrettante fanciulle entra nella nuova sede, il Collegio della Guastalla. La Contessa predispose poi dettagliati Atti di Fondazione, garantendogli solide basi finanziarie con la donazione, nel 1565, di un notevole patrimonio fondiario e Codicilli che ne indicassero finalità e regole interne. Pose il collegio sotto la protezione di Filippo II, re di Spagna, e ai suoi successori Duchi di Milano, protezione che garantì tra l'altro immunità ed esenzioni, quali quella del pagamento dei dazi sulle merci che giungevano attraverso il Naviglio. Ne affidò la cura spirituale alla nuova Congregazione dei Gesuiti, che, insieme a San Carlo Borromeo aveva iniziato a stabilirsi in città. Le figlioline ammesse nel Collegio crebbero numericamente fino a 18, affiancate dallo stesso numero di educande e sarebbero rimaste nel collegio dall'età di dieci anni fino ai ventidue. Una priora e quattro consiglieri si occupavano della direzione dell'istituto, con l'appoggio di sovrintendenti e tesorieri, che si resero garanti degli ordinamenti dettati dalla Contessa.

## Il decesso della contessa e la sua eredità
La contessa morì il 28 ottobre 1569, e per precise intenzioni testamentarie i suoi funerali si svolsero in forma privata. Fu accolta nella chiesa di San Fedele. Gli ordinamenti predisposti dalla Contessa e le sue precise disposizioni garantirono a lungo l'ordinato svolgimento della vita interna del Collegio. A cominciare dal 1872 si vide messo in discussione dalle riforme che si stavano attuando nel campo delle Opere Pie. Per questo motivo le Autorità scolastiche cittadine pensarono che la via più semplice per intervenire nei regolamenti interni del Collegio fosse quella di convincere il Ministero della Pubblica Istruzione che si trattava di un Istituto esclusivamente educativo “spoglio del carattere d'Opera Pia”, ma ciò non venne accettato, facendo ricadere il Collegio sotto la direzione del Ministero dell'Interno, e quindi l'istituto poté continuare a regolarsi sulle norme stabilite dalla Contessa. La progressiva liberalizzazione dell'ammissibilità ad un numero crescente di fanciulle e soprattutto la sua apertura ad alunni esterni resero necessario il suo trasferimento nel 1936 dall'antica sede cinquecentesca a San Fruttuoso a Monza, presso una villa fatta costruire nei primi anni del XIX sec dalla contessa Barbò Pallavicini. La stessa salma della Contessa venne fatta traslare nella cappella interna dell'Istituto. Qui, nonostante i diversi criteri richiesti dai tempi, continua la funzione educativa e formativa voluta dalla Contessa. La Fondazione Collegio della Guastalla Onlus, che ha sede a Binasco, sta proseguendo l'opera di Ludovica Torelli senza soluzione di continuità.

## Galleria d'immagini

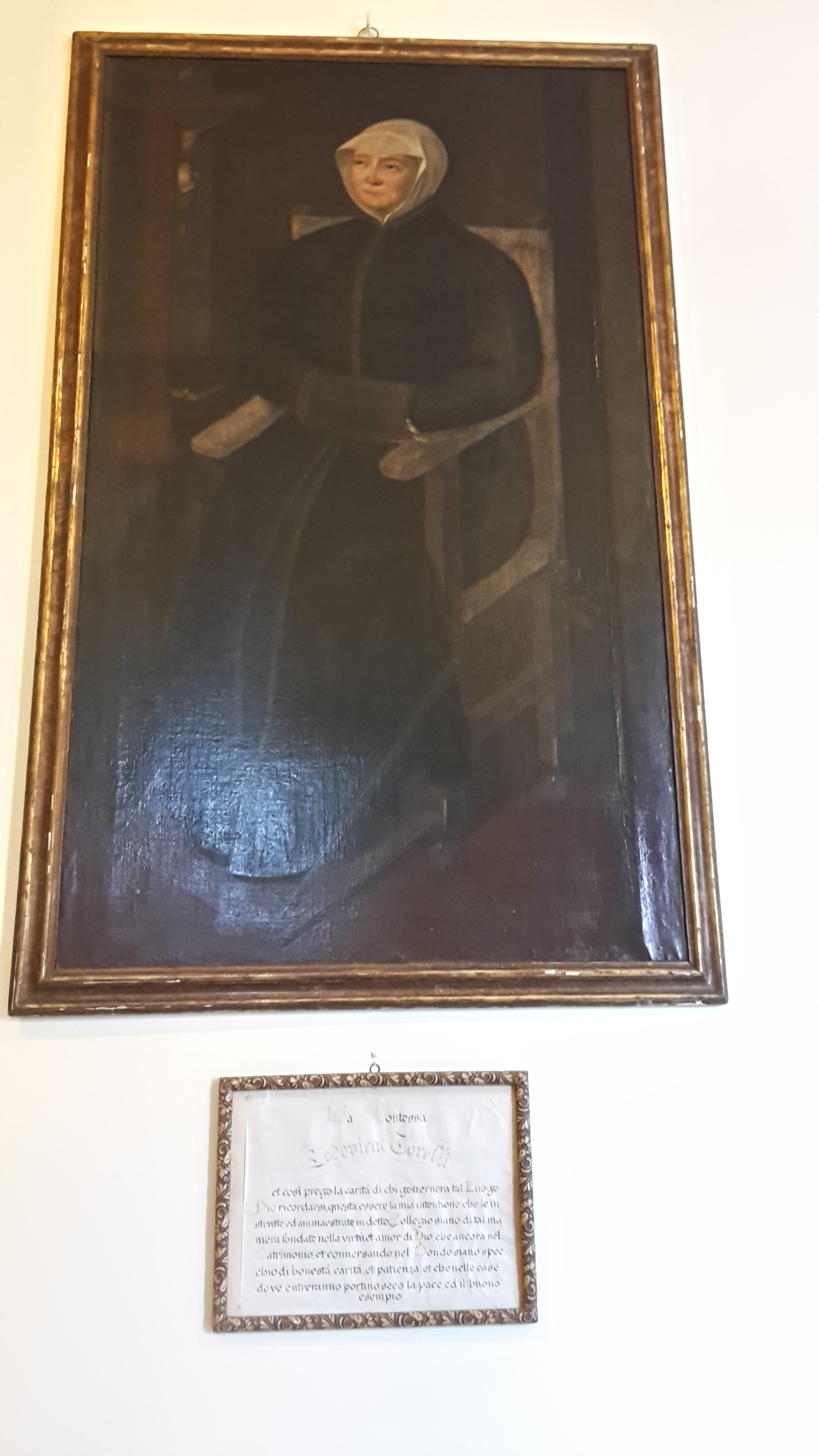
Ludovica Torelli, contessa di Guastalla
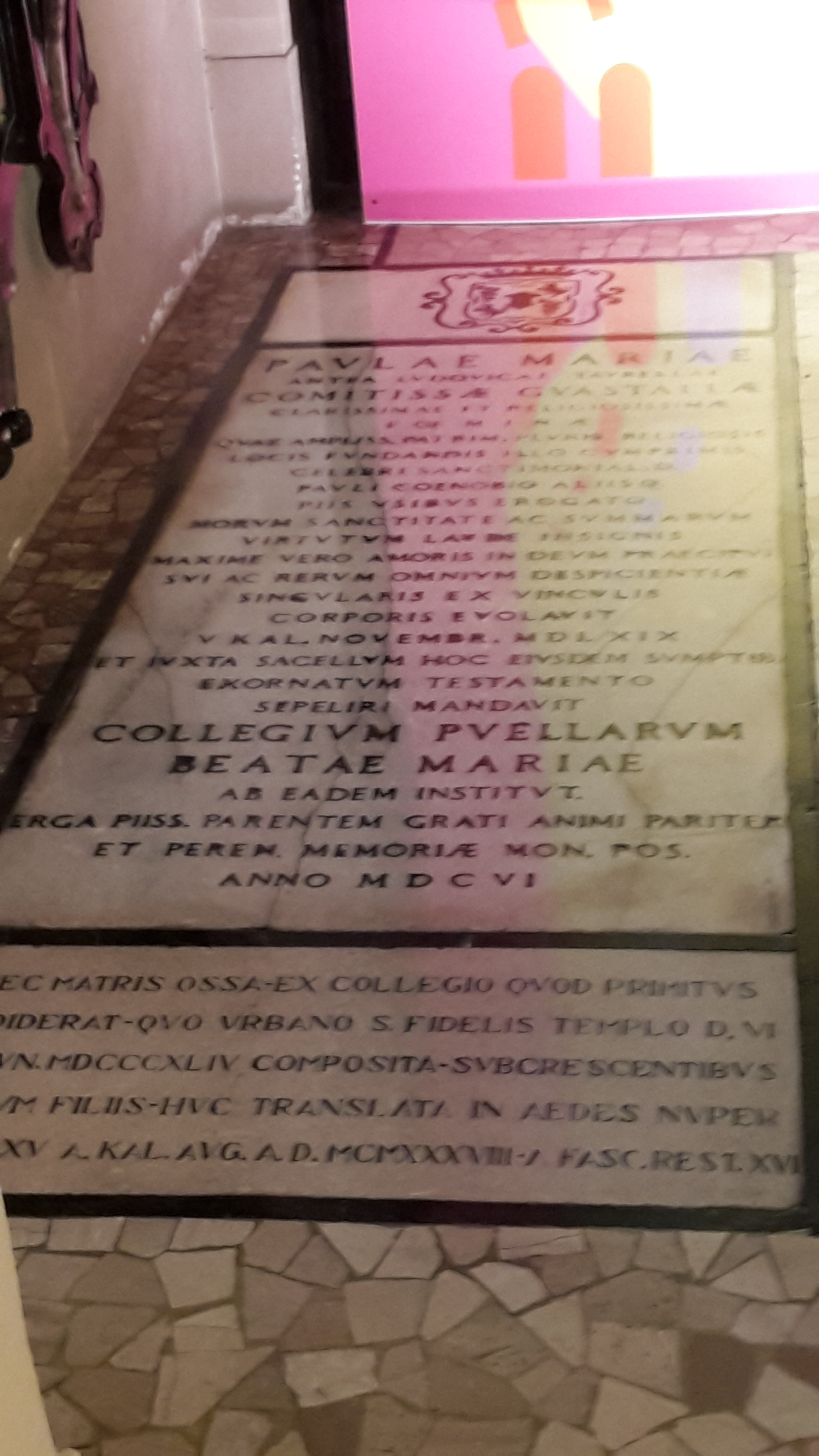
Tomba Ludovica Torelli, contessa Guastalla

## Ascendenza
|                                              |                                          |                                                                | Genitori                                    |  |  | Nonni |  |  | Bisnonni                                   |  |  | Trisnonni                                           |  |
|                                              |                                          |                                                                |                                             |  |  |       |  |  | Pietro Guido I Torelli, conte di Guastalla |  |  | Guido Torelli, conte di Guastalla e Montechiarugolo |  |
|                                              |                                          |                                                                |                                             |  |  |       |  |  | Pietro Guido I Torelli, conte di Guastalla |  |  | Guido Torelli, conte di Guastalla e Montechiarugolo |  |
|                                              |                                          | Orsina Visconti                                                |                                             |  |  |       |  |  | Pietro Guido I Torelli, conte di Guastalla |  |  |                                                     |  |
| Francesco Maria Torelli, conte di Guastalla  |                                          |                                                                |                                             |  |  |       |  |  | Pietro Guido I Torelli, conte di Guastalla |  |  |                                                     |  |
|                                              |                                          | Maddalena Del Carretto                                         | Galeotto I Del Carretto, marchese di Finale |  |  |       |  |  |                                            |  |  |                                                     |  |
|                                              |                                          | Maddalena Del Carretto                                         | Galeotto I Del Carretto, marchese di Finale |  |  |       |  |  |                                            |  |  |                                                     |  |
|                                              |                                          | Maddalena Del Carretto                                         | Vannina Adorno                              |  |  |       |  |  |                                            |  |  |                                                     |  |
| Achille Torelli, conte di Guastalla          |                                          | Maddalena Del Carretto                                         |                                             |  |  |       |  |  |                                            |  |  |                                                     |  |
|                                              |                                          | Roberto Sanseverino d'Aragona, marchese di Castelnuovo Scrivia | Leonetto Sanseverino, II signore di Caiazzo |  |  |       |  |  |                                            |  |  |                                                     |  |
|                                              |                                          | Roberto Sanseverino d'Aragona, marchese di Castelnuovo Scrivia | Leonetto Sanseverino, II signore di Caiazzo |  |  |       |  |  |                                            |  |  |                                                     |  |
|                                              |                                          | Roberto Sanseverino d'Aragona, marchese di Castelnuovo Scrivia | Elisa Sforza                                |  |  |       |  |  |                                            |  |  |                                                     |  |
| Ludovica Sanseverino d'Aragona               |                                          | Roberto Sanseverino d'Aragona, marchese di Castelnuovo Scrivia |                                             |  |  |       |  |  |                                            |  |  |                                                     |  |
|                                              |                                          | Elisabetta da Montefeltro                                      | Federico III da Montefeltro, duca di Urbino |  |  |       |  |  |                                            |  |  |                                                     |  |
|                                              |                                          | Elisabetta da Montefeltro                                      | Federico III da Montefeltro, duca di Urbino |  |  |       |  |  |                                            |  |  |                                                     |  |
|                                              |                                          | Elisabetta da Montefeltro                                      | …                                           |  |  |       |  |  |                                            |  |  |                                                     |  |
| Ludovica Torelli, contessa di Guastalla      |                                          | Elisabetta da Montefeltro                                      |                                             |  |  |       |  |  |                                            |  |  |                                                     |  |
|                                              | Rolando Pallavicini, marchese di Busseto | Niccolò Pallavicini, marchese di Busseto                       |                                             |  |  |       |  |  |                                            |  |  |                                                     |  |
|                                              | Rolando Pallavicini, marchese di Busseto | Niccolò Pallavicini, marchese di Busseto                       |                                             |  |  |       |  |  |                                            |  |  |                                                     |  |
|                                              | Rolando Pallavicini, marchese di Busseto | …                                                              |                                             |  |  |       |  |  |                                            |  |  |                                                     |  |
| Pallavicino Pallavicini, marchese di Busseto | Rolando Pallavicini, marchese di Busseto |                                                                |                                             |  |  |       |  |  |                                            |  |  |                                                     |  |
|                                              |                                          | Caterina Scotti                                                | Giovanni Scotti, conte di Agazzano          |  |  |       |  |  |                                            |  |  |                                                     |  |
|                                              |                                          | Caterina Scotti                                                | Giovanni Scotti, conte di Agazzano          |  |  |       |  |  |                                            |  |  |                                                     |  |
|                                              |                                          | Caterina Scotti                                                | …                                           |  |  |       |  |  |                                            |  |  |                                                     |  |
| Veronica Pallavicini                         |                                          | Caterina Scotti                                                |                                             |  |  |       |  |  |                                            |  |  |                                                     |  |
|                                              |                                          | Carlo Fieschi                                                  | Antonio Maria Fieschi                       |  |  |       |  |  |                                            |  |  |                                                     |  |
|                                              |                                          | Carlo Fieschi                                                  | Antonio Maria Fieschi                       |  |  |       |  |  |                                            |  |  |                                                     |  |
|                                              |                                          | Carlo Fieschi                                                  | Maria Adorno                                |  |  |       |  |  |                                            |  |  |                                                     |  |
| Caterina Fieschi                             |                                          | Carlo Fieschi                                                  |                                             |  |  |       |  |  |                                            |  |  |                                                     |  |
|                                              |                                          | Caterina Ghisolfi                                              | Calogero Ghisolfi                           |  |  |       |  |  |                                            |  |  |                                                     |  |
|                                              |                                          | Caterina Ghisolfi                                              | Calogero Ghisolfi                           |  |  |       |  |  |                                            |  |  |                                                     |  |
|                                              |                                          | Caterina Ghisolfi                                              | …                                           |  |  |       |  |  |                                            |  |  |                                                     |  |
|                                              |                                          | Caterina Ghisolfi                                              |                                             |  |  |       |  |  |                                            |  |  |                                                     |  |